# Dacia Solenza
La Dacia Solenza è un'autovettura berlina di classe bassa prodotta dalla casa automobilistica rumena Dacia dal 2003 al 2005.

## Storia
Derivata dalla Dacia SupeRNova, la produzione è iniziata nel marzo 2003 nello stabilimento di Mioveni. Rispetto al predecessore, la linea è più aerodinamica e i materiali di costruzione sono migliori. Condivide con la seconda generazione della Renault Clio: motore, cambio e diversi altri componenti. A partire dal novembre 2003 fu reso disponibile l'airbag, e la Solenza fu quindi la prima autovettura Dacia a proporlo. Le versioni erano Europa, Confort, Rapsodie, Clima e Scala.
È uscita di produzione nel luglio 2005, nonostante vendite discrete in patria e all'estero, in modo da concentrare la produzione della casa sulla Dacia Logan.

## Motori
Questo modello è stato equipaggiato con due motorizzazioni: il motore benzina 1,4 ed il motore diesel 1,9, entrambi di derivazione Renault. Il motore 1.4 a benzina è lo stesso della Dacia SupeRnova mentre il motore 1.9 diesel è lo stesso della Renault Kangoo.
| Modello    | Disponibilità | Motore                            | Cilindrata | Potenza                       | Coppia massima          | 0-100 km/h (secondi) | Velocità max (Km/h) | Consumo urbano (litri/100 km) | Consumo extra-urbano (litri/100 km) |
| 1.4 MPi 8V | dal debutto   | 4 cilindri in linea, Benzina SOHC | 1.390 cm³  | 54 kW (73 CV) a 5250 giri/min | 114 Nm a 2.800 giri/min | 13,0                 | 165                 | 7,4                           | 5,8                                 |
| 1.9 D 8V   | dal debutto   | 4 cilindri in linea, Diesel SOHC  | 1.870 cm³  | 45 kW (60 CV) a 4500 giri/min | 120 Nm a 2.250 giri/min | 16,9                 | 155                 | 6,1                           | 4,5                                 |